# 하노이 오페라 하우스
하노이 오페라 하우스(베트남어: Nhà hát lớn Hà Nội)(영어: Hanoi Opera House)는 베트남 하노이에 있는 오페라 극장이다. 프랑스 식민지 시절인 1901년부터 1911년 사이에 세워진 건축물로 바로크 양식으로 지어졌으며, 프랑스 식민지 관리들이 콘서트와 공연 등을 보기위해 건축했다. 건축가 샤를 가르니에가 디자인했으며, 1911년 완공했다.

## 건물
하노이 오페라 하우스는 파리의 오페라 하우스 두 개 중 하나인 오래된 가르니에 팔레를 모델로 한 하노이의 건축물 중 하나라고 추정된다. 프랑스가 철수한 이후 오페라 하우스는 정치 행사를 개최하는 장소가 되었다.
1999년 개장한 이웃한 힐튼 하노이 오페라 호텔과 2011년에 개장한 앰갤러리 호텔 드 로페라 하노이에 이름을 제공한다. 베트남 전쟁과 관련된 역사적인 이유로 힐튼 하노이 오페라 호텔은 하노이 힐튼이라는 이름을 쓰지 못했다.

## 같이 보기
- 사이공 오페라 하우스
- 하이퐁 오페라 하우스

둘 다 같은 시대에 건축된 더 작은 구조물이다.
- 그랑 팔레 하노이